# Johannes Kronfuß

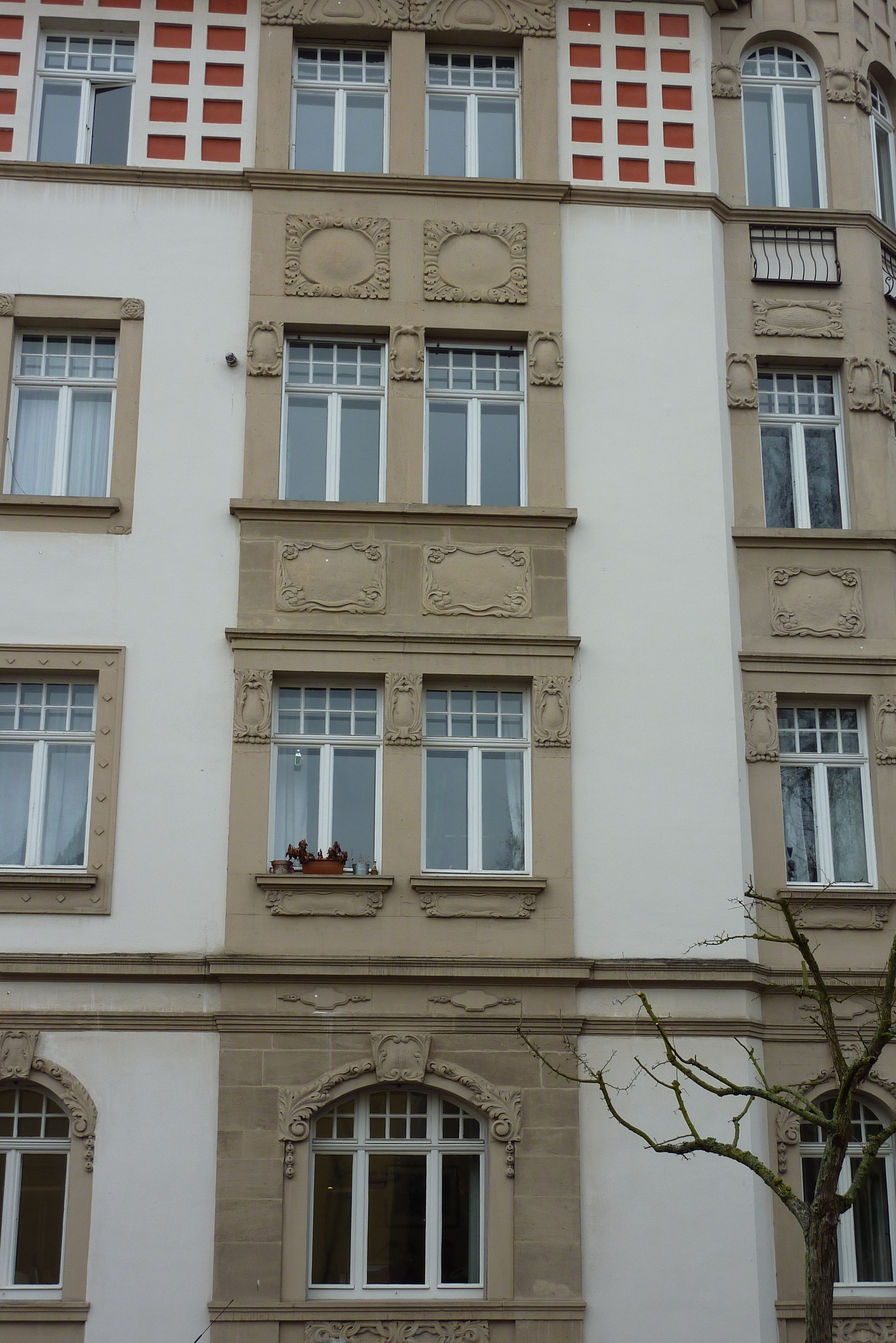
Detail des Wohnhauses in Bamberg, Ottostraße 26 (1906), unter Denkmalschutz

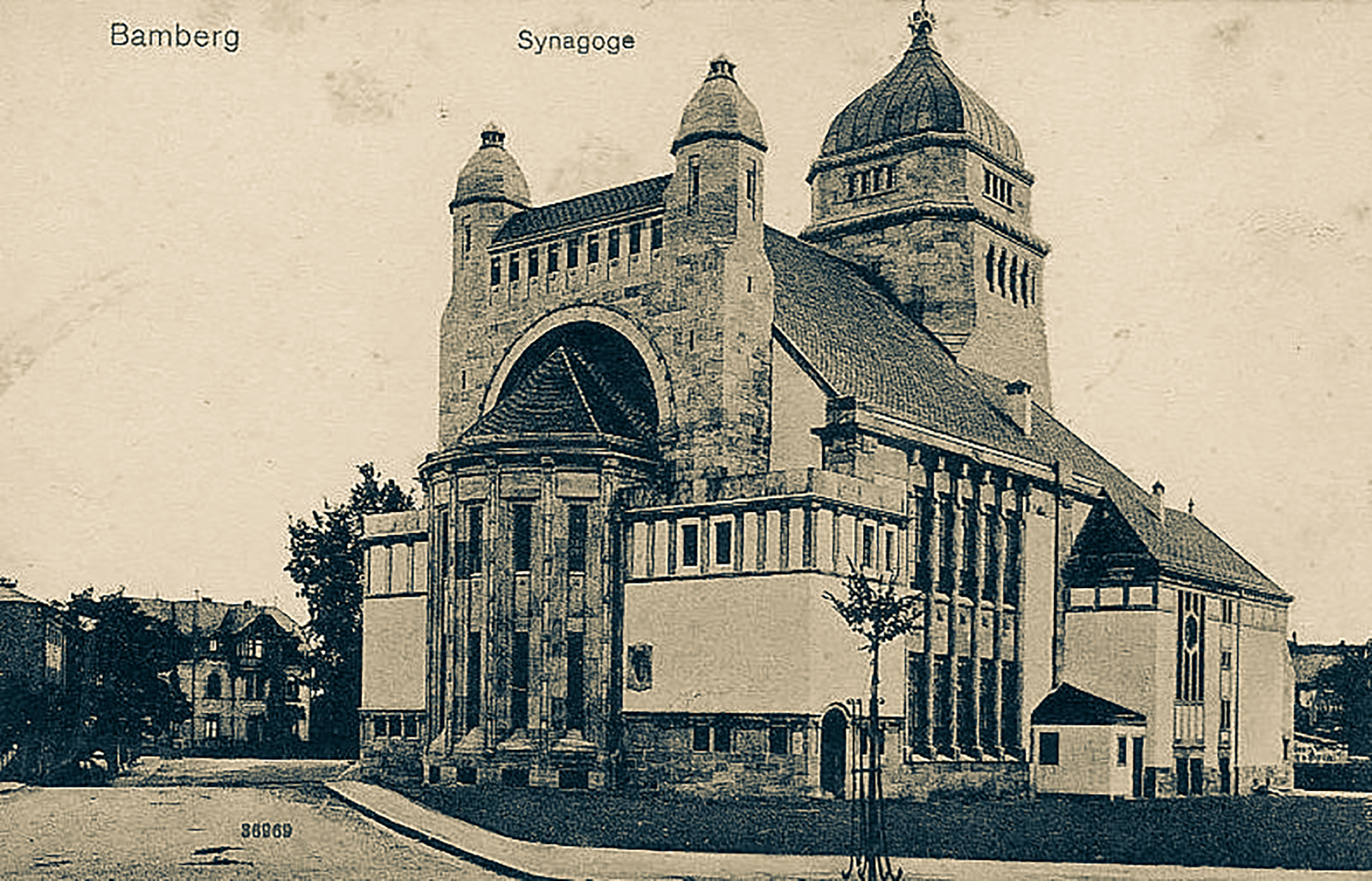
5. Bamberger Synagoge (1909–1910), 1938 zerstört

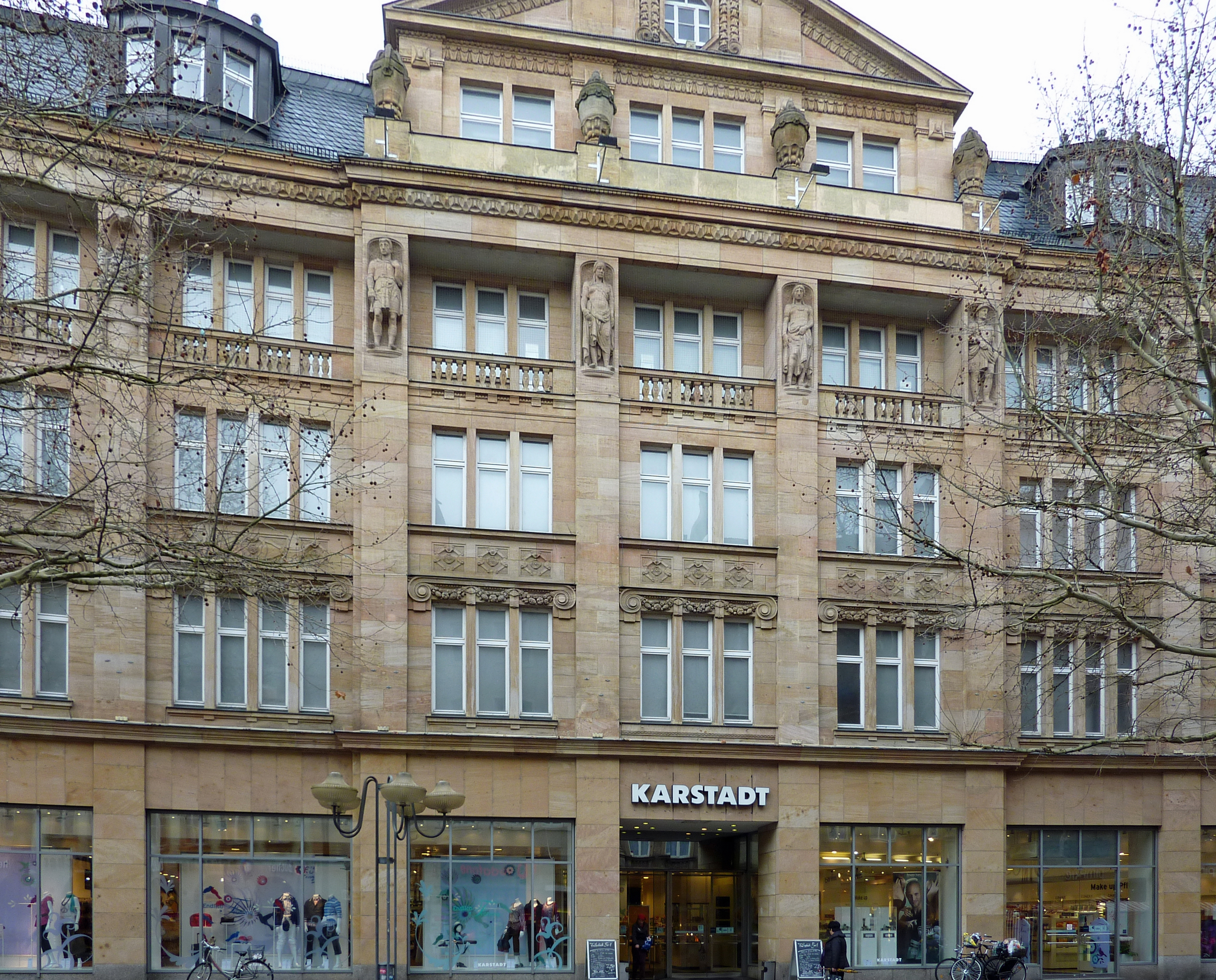
Warenhaus in Bamberg, Grüner Markt 23–27, ehemaliges Kaufhaus Tietz (1909–1910), unter Denkmalschutz

Johannes Kronfuß (19. Juni 1872 in Budapest, Ungarn – 29. Mai 1944 in Córdoba, Argentinien) war ein Architekt, der zunächst in Deutschland und nach seiner Auswanderung 1909 in Argentinien arbeitete.

## Leben
Kronfuß studierte an der Technischen Hochschule München und erhielt danach Aufträge in Russland, in der Slowakei und in Deutschland. In München war Kronfuß Mitglied der Münchner Künstlergenossenschaft.
Danach lebte und arbeitete Kronfuß einige Jahre in Bamberg, wo er zahlreiche bedeutende Bauten schuf, so zum Beispiel die fünfte Synagoge am Rande des Hainviertels (Ecke Herzog-Max-Straße / Urbanstraße). Das Ausschank-Gebäude der Brauerei Ecken-Büttner Ebenfalls von Johannes Kronfuß geplant wurde 1904 das Vereinshaus der jüdischen Ressource-Gesellschaft. Die Ressource-Gesellschaft wurde 1827 als Israelitischer Leseverein gegründet und war das Pendant zu den Lesegesellschaften des nichtjüdischen städtischen Bildungsbürgertums.
Als Gewinner des Architektenwettbewerbs für die Universität von Buenos Aires beschloss Kronfuß 1909 nach Argentinien auszuwandern. Neben den Entwürfen für zahlreiche Bauten lehrte er an der Universität Buenos Aires und übersiedelte 1915 nach Córdoba.
Kronfuß interessierte sich auch für andere technische Fragestellungen, so reichte er unter anderem am 23. April 1905 ein Patent (Nr. 177193) für die Luftbereifung von Autoreifen ein.

## Schriften (Auswahl)
- Beschreibung der neuen Synagoge in Bamberg. In: A. Eckstein (Hrsg.): Festschrift zur Einweihung der neuen Synagoge in Bamberg. Druck u. Verlag der Handelsdruckerei, Bamberg 1910, OCLC 162709305, S. 131–134.
- Arquitectura Colonial en Argentina. Córdoba 1920 (archive.org).

## Bauten
- vergleiche Liste der Baudenkmäler in Bamberg